# Pieve di Trenno
La pieve di Trenno  (in latino: Plebis Trennensis o Plebis Sancti Johannis Baptistae Trennensis) era il nome di un'antica pieve dell'arcidiocesi di Milano e del Ducato di Milano con capopieve Trenno.
Il santo patrono era san Giovanni Battista, al quale è ancor'oggi dedicata la chiesa prepositurale di Trenno.

## Storia
La chiesa di San Giovanni Battista viene testimoniata per la prima volta nella storia in un atto del 1017, mentre da un'annotazione di Giorgio Giulini apprendiamo che alla fine del XII secolo essa aveva giurisdizione su Lorenteggio, Figino, Lampugnano, San Leonardo, Arese, Quarto Cagnino, Quarto Uglerio, Quinto Romano e San Romano.
Fu a partire dal XIV secolo che la pieve di Trenno, data la sua posizione particolare, iniziò a risentire dei primi ridimensionamenti territoriali: alcune sue parrocchie vennero divise tra la pieve di Bollate e quella di Cesano Boscone a tal punto che nel 1398 il capitolo constava di appena due canonici con a capo un prevosto, status confermato ancora nel XV secolo dallo "Status ecclesiae mediolanensis". Nel frattempo comunque, come le altre pievi del ducato, la pieve di Trenno cominciò ad assumere anche una funzione civile, venendo sottoposta ad un podestà.
Dalla fine del XVI secolo sino alla metà del XVIII secolo, il titolo di prepositurale passò alla chiesa di Santa Maria, soprattutto da quando la pieve divenne anche sede di vicariato dopo le disposizioni del concilio di Trento.
Alla metà del XVIII secolo, l'arcidiocesi decise di razionalizzare il territorio plebaneo ordinando la cessione della parrocchia di San Pietro e Paolo di Arese alla pieve di San Martino di Bollate, e vicendevolmente l'acquisizione della parrocchia di San Martino di Villapizzone; tuttavia, solo il secondo atto fu riconosciuto ai fini civili dal governo dell'imperatrice Maria Teresa, giovando l'aumento dell'estensione della pieve secolare. L'invasione francese del 1796 comportò l'estinzione delle pieve secolare, dapprima sostituita con effimeri distretti, e poi quasi totalmente annessa a Milano poco dopo la proclamazione del Regno d'Italia.
Il 15 febbraio 1930 l'arcivescovo milanese Alfredo Ildefonso Schuster decise di sopprimere anche la pieve ecclesiastica, aggregandola al comprensorio urbano di Milano. Il suo antico territorio corrisponde oggi in buona parte al Municipio 8 di Milano, popolata da quasi 200.000 persone.

## Territorio
Nella seconda metà del XVIII secolo, dopo l'aggregazione della Cassina San Leonardo a Trenno e l'annessione di Quarto Oggiaro a Musocco, il territorio della pieve era così suddiviso:
| Pieve civile                                                                           | Pieve ecclesiastica                               |
| Comune di Trenno Comune di Lampugnano Comune di Quarto Cagnino Comune di Quinto Romano | Parrocchia prepositurale di San Giovanni Battista |
| Comune di Arese Comune di Valera                                                       | --                                                |
| Comune di Cassina del Pero                                                             | Parrocchia della Visitazione di Maria Vergine     |
| Comune di Cerchiate Comune di Mazzo Comune di Pantanedo Comune di Terrazzano           | --                                                |
| Comune di Figino                                                                       | Parrocchia di San Materno                         |
| Comune di Garegnano Marcido Comune di Boldinasco                                       | Parrocchia di Santa Maria Assunta                 |
| Comune di Musocco Comune di Cassina Trivulza                                           | Parrocchia dei Santi Martiri Nazaro e Celso       |
| Comune di Villapizzone                                                                 | Parrocchia di San Martino                         |

Si noti che fino all’illuminismo l’abbazia regolare di Garegnano dedicata alla Madonna era distinta dalla chiesa parrocchiale secolare di Sant’Ippolito e Cassiano, oggi scomparsa.